# Champagne in paradiso
Champagne in paradiso è un film del 1984 diretto da Aldo Grimaldi.

## Trama
Due vecchietti raccontano ai loro tre nipotini la storia del loro amore, partendo da quando si erano conosciuti negli anni sessanta.
Lei, Paola Davis, è una studentessa, mentre lui, Marco Allegri, è un giovane professore di lettere disoccupato, chiamato come supplente nella classe della ragazza. Paola, trascinando le sue compagne di scuola, organizza ripetuti scherzi ai danni di Marco, fino a provocarne il licenziamento.
I genitori di Paola, a causa della sua indisciplina, la ritirano dalla scuola, mandandola nella casa di campagna a Pescocostanzo, presso Cesarina/Tina, un'amica di famiglia, ed assumendo come insegnante privato proprio il professor Allegri, su suggerimento della figlia.
Marco si reca al paese, ignaro di chi sia la studentessa, e prende in affitto una camera nella pensione della signora Lorenza; in poco tempo il professore conosce gli altri abitanti di Pescocostanzo, tra cui il parroco ed il sindaco comunista, che animano la vita del paese. A causa della lunga frequentazione, tra Paola e Marco nasce l'amore.

## Altre notizie
Nella scena iniziale, i nonni e i nipotini ascoltano la musica di un carillon: le note che l'oggetto diffonde sono quelle di Storia di due innamorati, il primo 45 giri inciso insieme da Albano e Romina nel 1970.

## Le canzoni
- Meditando: testo di Romina Power; musica di Romina Power e Albano Carrisi; Edizioni musicali Maialino; interpretata da Romina Power
- In e Out: testo di Romina Power e Albano Carrisi; musica di Albano Carrisi; Edizioni musicali Felicità; interpretata da Romina Power
- Bubble Gum Rock: testo e musica di Romina Power; Edizioni musicali Felicità; interpretata da Romina Power
- Ci sarà: testo di Cristiano Minellono; musica di Dario Farina; Edizioni musicali Maialino; interpretata da Albano Carrisi e Romina Power
- Palcoscenico: testo di Romina Power; musica di Albano Carrisi; Edizioni musicali Maialino; interpretata da Albano Carrisi e Romina Power
- Che angelo sei: testo di Romina Power e Cristiano Minellono; musica di Albano Carrisi; Edizioni musicali Maialino; interpretata da Albano Carrisi e Romina Power